# Astrogymnotes catasticta
Astrogymnotes catasticta är en ormstjärneart som beskrevs av Hubert Lyman Clark 1914. Astrogymnotes catasticta ingår i släktet Astrogymnotes och familjen skinnormstjärnor. Inga underarter finns listade i Catalogue of Life.